# Етруска корона
Етруската корона (corona Etrusca) е короната на капитолийския
Юпитер (Jupiter Optimus Maximus), представляваща венец от дъбови листа, изработена от масивно злато.
По време на Триумф победителят носи на главата си венец от пресни лаврови листа (corona laurea), а държавен роб държи над главата му Етруската корона (corona Etrusca), понеже тя не трябва да се слага от човек директно на главата.